# Ejsing
Ejsing er en landsby i det nordlige Vestjylland med 299 indbyggere  (2024), beliggende i Ejsing Sogn ca. 12 kilometer nordøst for Struer.
Landsbyen er blandt andet kendt for Ejsing Kirke, som er en af Danmarks største landsbykirker. Ejsing ligger i Holstebro Kommune og hører til Region Midtjylland.